# Гамільтон Вондерерз
Гамільтон Вондерерз Асоціейшен Спортс Клаб або просто Гамільтон Вондерерз (англ. Hamilton Wanderers Association Sports Club) — напівпрофесійний новозеландський футбольний клуб з міста Гамільтон, який виступає у прем'єр-лізі АСБ.

## Історія
Заснований в 1913 році, він увійшов до систему ліги Федерації футболу Окленду в 1973 році. З тих пір виступав по нижчих дивізіонах, поки в 1996 році вперше у своїй історії не вийшов до Північної ліги, але вже в 1997 році вилетів з неї, в 2007 році Гамільтон Уондерерз вдається закріпитися в лізі, а в 2015 році фінішував на другому місці, Гамільтон пропустив лише Істерн Сабарбс, який і став чемпіоном. У 2007 та 2014 роках команда досягала 1/4 фіналу Кубку Четхема.

### АСБ Прем'єршип
Гамільтон Уондерерз зарекомендував себе як головний клуб міста, керівництво Гамільтона подало заявку на вступ до АСБ Прем'єршипу в 2015 році, так як Федерація Футболу Нової Зеландії також була зацікавлена, щоб регіон був представлений у національному чемпіонаті, як це було раніше. Місто раніше було представлено в турнірі, так як в 2004 році був створений футбольний клуб Ваїкато. У 2013 році Федерація футболу Ваїкато та Бей-оф-Пленті взяла на себе фінансування клубу та перейменувала його в "ВейБОП Юнайтед". Проте, в самій федерації, в інтересах представників Гамільтона, прийняли рішення про розформування клубу та передання ліцензії Гамільтону, при цьому своє рішення федерація аргументувала тим, що "регіон в національній лізі може представляти лише один клуб" Таким чином, інтереси Гамільтона були задоволені, клуб був прийнятий і почав виступати у вищому дивізіоні національного чемпіонату починаючи з сезону 2016/17 років. Він став одним з перших двох клубів, що приєдналися до АСБ Прем'єршипу, разом зі Істерн Сабарбс.

## Досягнення
- Північна ліга
  -  Віце-чемпіон (1): 2015

## Відомі гравці
- Кріс Вуд
- Марко Рохас